# Neivamyrmex kuertii
Neivamyrmex kuertii är en myrart som först beskrevs av Enzmann 1952.  Neivamyrmex kuertii ingår i släktet Neivamyrmex och familjen myror. Inga underarter finns listade i Catalogue of Life.